# Puebla de Alcocer
Puebla de Alcocer (extremadurai nyelven La Puebla d'Alcocel) település Spanyolországban, Badajoz tartományban. Puebla de Alcocer Esparragosa de Lares, Navalvillar de Pela, Logrosán, Casas de Don Pedro, Talarrubias, Siruela, Sancti-Spíritus, Herrera del Duque, Fuenlabrada de los Montes és Garbayuela községekkel határos. Lakosainak száma 1107 fő (2024).

## Népesség
A település népessége az utóbbi években az alábbiak szerint változott:
| Lakosok száma | 1437 | 1314 | 1288 | 1272 | 1257 | 1249 | 1239 | 1184 | 1174 | 1107 |
|               | 2001 | 2004 | 2006 | 2009 | 2011 | 2014 | 2016 | 2019 | 2021 | 2024 |